# Натырбово
Наты́рбово (адыг. Нэтырбий) — село в Кошехабльском районе Республики Адыгеи России. Административный центр Натырбовского сельского поселения.

## География
Село расположено на левом берегу Лабы, в 21 километре к югу от районного центра аула Кошехабля.

## История
Современное село было основано в 1895 году. Поселенцы: отставные нижние чины Кавказской армии. Ранее на этом месте находился черкесский (адыгский) аул князя Натырбея, которому принадлежали и 2,5 тысячи десятин вокруг него. Усадьба князя Натырбея располагалась возле нынешнего кладбища, недалеко от реки Лаба.
После окончания Кавказкой войны в 1864 году, земли князя стали раздаваться отставным солдатам. Основная часть черкесов, живших здесь, была переселена в Османскую империю. Другие были вынуждены переселиться в близлежащие черкесские аулы.
Первоначально аул Натырбей был переименован в село Нововоскресеновское, но новое название не прижилось, а старое сохранилось в видоизменённой форме Натырбово.
Первые переселенцы занимали по 25-30 десятин земли, а в 1894 году уже получили по три десятины на каждую мужскую душу. Тем, кому не хватало земли, приходилось арендовать её у более богатых односельчан или у черкесов соседних аулов. Натырбовцам предлагали причисление к казачьему сословию, но они отказались.

## Население
| 2002  | 2010  | 2013  | 2014  | 2015  | 2016  | 2017  |
| ----- | ----- | ----- | ----- | ----- | ----- | ----- |
| 3375  | ↘3027 | ↗3098 | ↗3125 | ↘3113 | ↗3115 | ↘3103 |
| 2018  | 2019  | 2020  | 2021  | 2023  | 2024  |       |
| ↘3097 | ↘3064 | ↗3079 | ↗3203 | ↘3200 | ↗3211 |       |

### Национальный состав
По переписи населения 2002 года из 3375 чел., проживающих в селе, 3262 человека указали свою национальность как:
| Национальность | %    | Численность |
| -------------- | ---- | ----------- |
| Русские        | 90,4 | 3051        |
| Армяне         | 3,3  | 110         |
| Украинцы       | 1,9  | 63          |
| Адыгейцы       | 1,1  | 38          |

По данным Всероссийской переписи 2021 года:
| Народ               | Численность, чел. | Доля от всего населения, % |
| ------------------- | ----------------- | -------------------------- |
| русские             | 2 884             | 90,04 %                    |
| цыгане              | 119               | 3,71 %                     |
| армяне              | 103               | 3,22 %                     |
| таджики             | 37                | 1,15 %                     |
| другие / не указано | 60                | 1,87 %                     |
| всего               | 3 203             | 100,0 %                    |

## Религия
Действует православный Свято-Покровский храм.

## Улицы
| - Ворошилова - Гоголя - Горького - Калинина - Кирова - Колхозная - Комсомольская - Красная - Красноармейская | - Ленина - Мира - Набережная - Октябрьская - Партизанская - Первомайская - Пионерская - Пролетарская - Пушкина | - Садовая - Северная - Советская - Степная - Фрунзе - Чапаева - Южная - Ямпольского |

## Известные уроженцы
- Ратушин, Виктор Михайлович  (1953—2014) — советский и российский военный лётчик, командующий авиацией ФПС России, генерал-полковник авиации. Военный летчик-снайпер, заслуженный военный лётчик Российской Федерации.
- Ямпольский, Иван Васильевич (1925—1983) — кавалер ордена Славы трёх степеней.